# La Ferté-sous-Jouarre
 La Ferté-sous-Jouarre  es una población y comuna francesa, en la región de Isla de Francia, departamento de Sena y Marne, en el distrito de Meaux y cantón de La Ferté-sous-Jouarre.

## Demografía
| 5488 | 6277 | 6872 | 7007 | 8236 | 8584 |
| Para los censos de 1962 a 1999 la población legal corresponde a la población sin duplicidades (Fuente: INSEE [Consultar]) |      |      |      |      |      |

## Personajes ilustres
- Antony-Samuel Adam-Salomon, fotógrafo y escultor nacido en la localidad.